# Abdulrahman Ibrahim Ibn Sori
Ab-dul Rahman Ibrahima Ibn Sori, també conegut més simplement com a Abdul-Rahman, va ser un príncep de l'Àfrica Occidental que va ser portat com a esclau als EUA. El 1828, per ordre del president John Quincy Adams i del Secretari d'Estat dels Estats Units Henry Clay, va ser alliberat després de 40 anys de captiveri.

## Vida
Va néixer el 1762 a Timbo, a la regió de Fouta Djallon a l'actual Guinea, Àfrica Occidental. Pertanyia al poble fulbe, també anomenat fulani o (fula). Ibrahim va deixar Futa el 1774 per anar a estudiar a Mali, a Timbuktu. Ibrahim va ser el cap d'una de les divisions de l'exèrcit del seu pare. Després de perdre una batalla va ser capturat i venut a uns esclavistes en 1788 a l'edat de 26 anys. Va ser adquirit pel propietari d'una plantació de cotó de Natchez, Mississipi, Thomas Foster. Allà, finalment, va arribar a ser-ne el capatàs. En 1794 es va casar amb Isabella, una altra esclava de la plantació, amb qui va acabar conformant una àmplia família de 5 fills i 4 filles.
Gràcies als coneixements que sobre el cultiu del cotó havia atresorat a Fouta Djallon, Abd al-Rahman va adquirir una posició d'autoritat tal a la plantació que es va convertir de facto en el cap. Això li va atorgar la possibilitat de conrear les seves pròpies parcel·les i vendre la producció al mercat local. Durant aquest temps va trobar-se amb un vell conegut, el Dr. John Cox. El doctor Cox era un cirurgià irlandès que treballava en un vaixell anglès. Havia sigut el primer home blanc en arribar a Timbo després d'haver emmalaltit i haver sigut abandonat per la tripulació. Cox va estar sis mesos a terra i havia estat acollit per la família d'Abd al-Rahman Ibrahim. Cox va demanar a Foster que li vengués el "Príncep" per poder-lo retornar a l'Àfrica. Però Foster s'hi va negar, car Abd al-Rahman Ibrahima li era totalment necessari per a la finca. El Dr. Cox va continuar, fins a la seva mort el 1816, lluitant per la llibertat d'Ibrahim sense cap resultat. Després de la mort de Cox, Ibrahim va emprendre la causa de la seva pròpia llibertat.
En 1826, Abd al-Rahman Ibrahim va escriure una carta a la seva família a l'Àfrica. Un periodista local, originari de Nova York, Andrew Marschalk, va reenviar una còpia al senador Thomas Reed a Washington D.C., que la va trametre al consolat nord-americà al Marroc. Com que Abdal-Rhaman Ibrahim escrivia en àrab, Marschalk i el govern van pressuposar que era moro. Després que el Sultà llegís la carta, va demanar al President Adams i al Secretari d'Estat Henry Clay que alliberessin Abd al-Rahman Ibrahim. El 1828, Thomas Foster va acceptar l'alliberació d'Ibrahim, sense pagament, amb la condició que tornés a l'Àfrica i no fos un home lliure als EUA.
Abans d'emprendre el viatge de tornada a casa, ell i la seva dona van realitzar un gira per diversos estats i Washington, D.C., sol·licitant donacions, a través de la premsa, aparicions personals i actes de l'American Colonization Society (Associació que advocava pel retorn dels esclaus negres a l'Àfrica), per tal d'alliberar (comprar) a la seva nombrosa família a Mississipi que havia quedat fora de l'acord. Quan el sr. Foster se'n va assabentar ho va considerar com un trencament de l'acord. Els actes públics d'Abdul-Rahman i la seva llibertat varen ser també utilitzats contra el president John Quincy Adams pel seu rival i futur president Andrew Jackson durant la campanya electoral.
Després de 10 mesos, Abd al-Rahman Ibrahim i Isabella només tenien la meitat del fons necessaris per comprar els seus propis fills. Degut a l'enrenou provocat i als acords signats van haver d'abandonar Amèrica. Va arribar a Monròvia (Libèria) amb la seva dona. Abd al-Rahman Ibrahim va viure quatre mesos abans de contraure unes febres que el van matar a l'edat de 67 anys. Mai més va tornar a veure Fouta Djallon ni els seus fills.

## Llegat
Ambs els fons que Abdul-Rahman i Isabella van recollir van aconseguir la llibertat de dos fills i llurs famílies. Van reunir-se amb Isabella a Monròvia. Thomas Foster va morir el mateix any que Abdul-Rahman. Els seus béns, inclosos la resta de fills d'Abdul-Rahman i nets varen ser dividits i dispersats per multitud de petites propietats pel sud del Mississipi. Encara resideixen a Libèria i als EUA els descendents d'Abdul-Rahman. El 2006, els descendents d'Abdul-Rahman van celebrar una reunió a la finca Foster.
Ab-dul Rahman Ibrahima Ibn Sori va escriure dues autobiografies. Un gravat seu penja a la Biblioteca del Congrés.
El 1977, un professor d'història, Terry Alford, va documentar la vida d'Ibn Sori a Un príncep entre esclaus, el primer relat complet de la seva vida, elaborat a partir de relats en primera persona i documents. A Príncep entre esclaus, Alford diu, per exemple:
D'entre els documents de Henry Clay, l'any 1829 trobo aquesta entrada de l'u de gener, "El Príncep Ibrahima, un príncep islàmic venut com a esclau fa 40 anys, i alliberat amb la condició que retorni (en aquest cas el mot retornar està carregat de sentit) a l'Àfrica, entre els ciutadans negres de Philadelphia ha estat acollit com a hoste d'honor en la desfilada del dia d'Any Nou." 
El 2008 el PBS (Public Broadcasting Service, la televisió pública dels EUA) va emetre una pel·lícula dirigida per Andrea Kalin titulada “Príncep Entre Esclaus”, basada en la vida d'Abdul Rahman. La pel·lícula va ser premiada al festival de cinema de Cincinnati, Ohio, el 23 de juny del 2007.